# Капрарола
Капраро̀ла (на италиански: Caprarola) е градче и община в Централна Италия, провинция Витербо, регион Лацио. Разположено е на 520 m надморска височина. Населението на общината е 5715 души (към 2010 г.).

## Любопитно
- Телевизионният сериал Medici: Masters of Florence е сниман в Капрарола.[2]